# Rok 1809
Rok 1809 – druga z trzech powieści historycznych Wacława Gąsiorowskiego składających się na „Trylogię napoleońską”, opublikowana w 1903 roku. Jej akcja toczy się w czasie wojny polsko-austriackiej 1809 roku.
Rok 1809 jest kontynuacja powieści Huragan tego samego autora z 1901 roku, jednak większość bohaterów pierwszej części pojawia się w niej jedynie epizodycznie. Kontynuacją dwóch pierwszych części „Trylogii napoleońskiej” jest powieść Szwoleżerowie gwardii.

## Treść
Główną postacią jest Tadeusz Zabielski, burmistrz małego miasteczka  Ostrów na Lubelszczyźnie, będącej wówczas pod zaborem austriackim. Tadeusz pędzi spokojne życie u boku ukochanej żony Janki. Pewnego dnia przypadkowo dowiaduje się o przygotowaniach korpusu austriackiego do inwazji na ziemie Księstwa Warszawskiego. Atak ten ma być częścią większej kampanii, jaką Cesarstwo Habsburgów zamierza prowadzić przeciwko cesarzowi Napoleonowi. Wiedziony patriotycznymi pobudkami, Tadeusz postanawia potajemnie udać się na terytorium Księstwa w celu ostrzeżenia miejscowych władz o groźbie ataku. Jednak szyki krzyżuje mu austriacki agent Dyzma Rudzki (Szczygielski). Na domiar złego Tadeusz, zostaje nieufnie potraktowany przez polskie władze, które widzą w nim szpiega. Ostatecznie z matni ratuje go sam generał Jan Henryk Dąbrowski, który jako jedyny daje mu wiarę. Kiedy wybucha wojna z Austrią, Tadeusz zaciąga się do polskiej armii i bierze udział w bitwie pod Raszynem, a potem w dalszych walkach z wrogiem. Kiedy chce powrócić do swojej żony wpada w ręce Austriaków. Przed śmiercią ratuje go znajomy austriacki generał. Ceną życia jest jednak służba w austriackiej armii.